# Stora Kroktjärnen (Säfsnäs socken, Dalarna)
Stora Kroktjärnen är en sjö i Ludvika kommun i Dalarna och ingår i Göta älvs huvudavrinningsområde. Sjöns area är 0,036 kvadratkilometer och den befinner sig 300 meter över havet.